# Sprężanie
Sprężanie – proces, w którym wzrasta ciśnienie układu (np. gazu w naczyniu lub w kanałach przepływowych sprężarki przepływowej). Sprężanie można przeprowadzać w różnych warunkach, ale w teorii maszyn cieplnych szczególne znaczenie odgrywają niektóre przemiany charakterystyczne (przedstawione poniżej). Procesem odwrotnym do sprężania jest rozprężanie.

## Najważniejsze typy sprężania
Do najważniejszych typów tego procesu należą:
Sprężanie adiabatyczne

Sprężania adiabatyczne. Strzałka pokazuje pole odpowiadające pracy sprężania

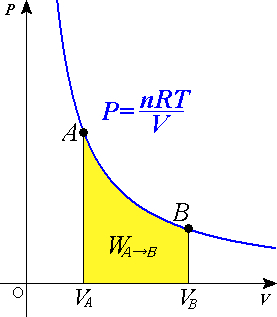
Żółte pole odpowiada pracy wykonanej przy sprężaniu izotermicznym

Nad układem wykonywana jest praca, układ jest odizolowany cieplnie od otoczenia, temperatura układu wzrasta, a przyrost temperatury określa równanie adiabaty.
Sprężanie izochoryczne

Wykres p(V) przemiany izochorycznej.
1-2 izochoryczne ogrzewanie
1-3 izochoryczne oziębianie

Układowi zamkniętemu w naczyniu o niezmiennej objętości dostarcza się ciepło, temperatura układu wzrasta. Parametry układu określa bilans energii i równania stanu przemiany izochorycznej.
Sprężanie izotermiczne
Nad układem wykonywana jest praca (np. tłok przesuwa się w cylindrze zmniejszając objętość układu) i jednocześnie z układu pobierane jest ciepło, mimo wzrostu ciśnienia nie dochodzi do wzrostu temperatury, jest to przemiana izotermiczna.

## Sprężanie a kompresja
Pojęć ekspansji i kompresji nie należy mieszać z pojęciami rozprężania oraz sprężania, które charakteryzuje zmiana ciśnienia.
Podczas ekspansji, praca bezwzględna ma znak dodatni, tzn. praca jest wykonywana przez czynnik termodynamiczny. Natomiast przy kompresji, zmniejszenie objętości wymaga wkładu pracy z zewnątrz.

## Sprężanie w technice
Sprężanie gazów stosowane jest w celu otrzymania gazu pod zwiększonym ciśnieniem, tzw. gazu sprężonego, lub wymuszenia przepływu gazu.
Powodem sprężania jest:
- zwiększenie gęstości gazu, co umożliwia "zamknięcie" większej ilości gazu w naczyniu o określonej objętości, np.:
  - gazu stosowanego jako paliwo, stosowany w gospodarstwie domowym, transporcie samochodowym, turystyce, i innych,
  - gazów technicznych, stosowanych w spawaniu (tlen, acetylen, hel, argon, dwutlenek węgla), inżynierii procesowej (azot, dwutlenek węgla, argon i inne gazy), medycynie, przemyśle spożywczym, i innych
- magazynowanie energii w postaci energii potencjalnej, co umożliwia zastosowanie gazu w gaśnicach, wiatrówkach (broń pneumatyczna), kosmetykach, farbach w sprayu i innych,
- transport pneumatyczny, np. popiołu, pyłu, gazu ziemnego,
- napęd silników, siłowników oraz narzędzi pneumatycznych,
- zwiększenie ciśnienia czynnika zamkniętego w cylindrze silnika spalinowego tłokowego w celu:
  - uzyskania odpowiednio wysokiej temperatury powietrza umożliwiającej samozapłon w silniku wysokoprężnym,
  - uzyskania odpowiedniego ciśnienia, co pozwoli po ogrzaniu czynnika na wykonanie pracy podczas rozprężania większej od pochłoniętej podczas sprężania w silniku o zapłonie iskrowym,
- wymuszenie przepływu czynnika przez podzespoły chłodziarki, turbiny gazowej i innych maszyn i urządzeń cieplnych.

Proces sprężania może być przeprowadzony w układzie otwartym (w dyfuzorze) lub zamkniętym (w cylindrze zamkniętym poruszającym się lub nieruchomym tłokiem).
Do sprężania gazu wykorzystywane są przede wszystkim sprężarki tłokowe i przepływowe.
Energa rozważa budowę elektrowni na sprężone powietrze zintegrowaną z farmami wiatrowymi.